# Obelisco Roto

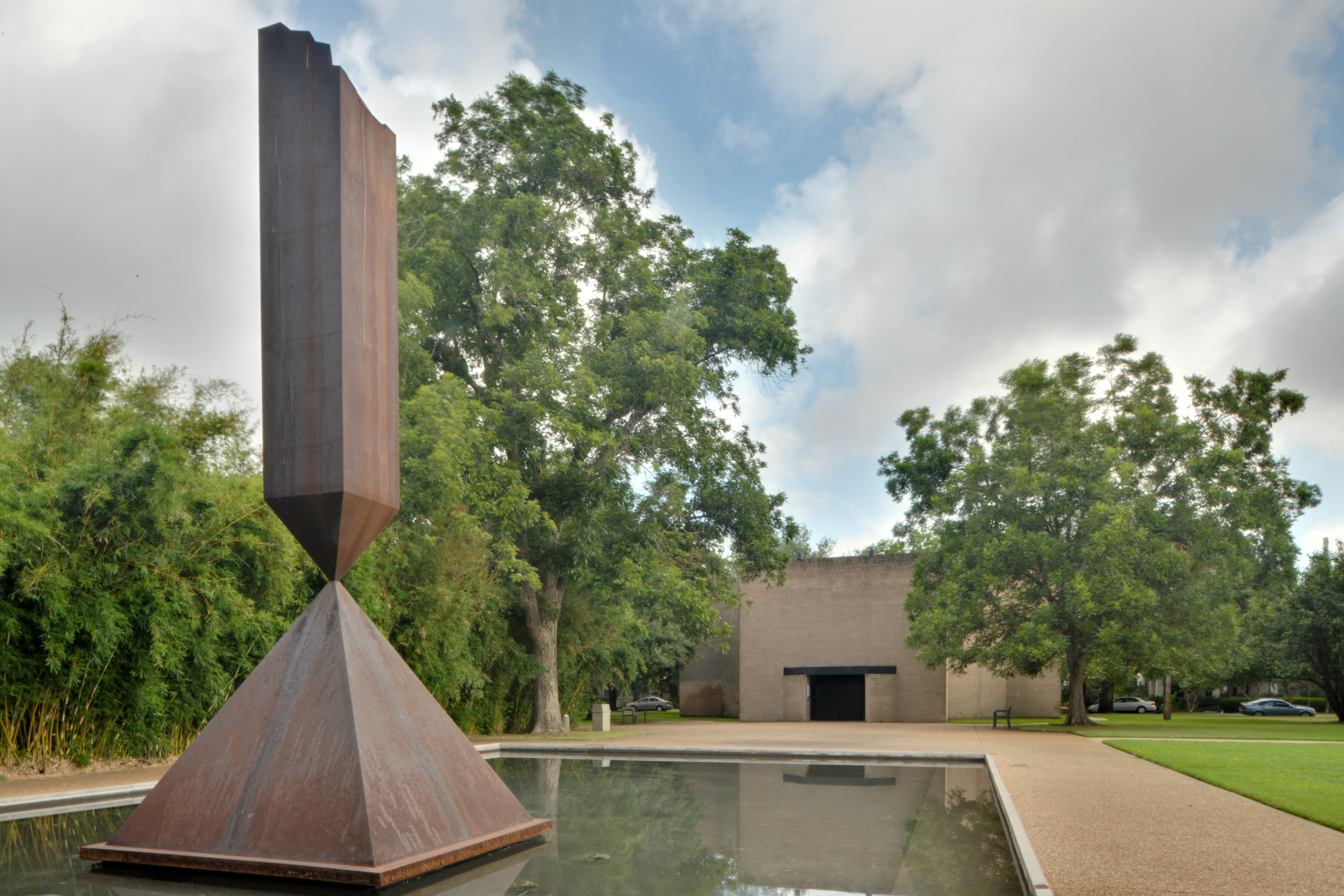
Obelisco Roto en frente de Rothko Chapel en Houston, Texas.

Obelisco Roto (Broken Obelisk en su nombre original en inglés) es una escultura de 1963 realizada por Barnett Newman. Es la mayor y la más conocida de sus seis esculturas. Está fabricada a partir de tres toneladas de Acero corten que ha adquirido un color oxidado en su superficie.
El Obelisco Roto fue diseñado entre 1963 y 1964 y dos fueron exhibidos en 1967. El primero fue exhibido enfrente del Seagram Building en Nueva York y otro próximo a la Galería de Arte Corcoran en Washington D. C.. En 1969 otro más fue exhibido en el Museo de Arte Moderno en Nueva York, mientras que otros dos fueron permanentemente instalados en Red Square en el campus de la Universidad de Washington en Seattle y en el frente de la Rothko Chapel en Houston. En el 2003, con el permiso de la Fundación Barnett Newman, un cuarto obelisco fue exhibido temporalmente frente de la Neue Nationalgalerie en Berlín.
La escultura en Houston está dedicada a Martin Luther King, Jr.. Fue inicialmente adquirida por la Corcoran Gallery of Art en Washington D. C. en 1971. En Washington se mantiene una en la esquina de la Avenida Nueva York y la 17th Street. Ha generado alguna controversia en Washington, una ciudad conocida por sus esculturas monumentales, en la que esta escultura aparece como una referencia del Monumento a Washington roto en tiempos de la sublevación civil en 1968.